# دوغ موران
دوغ موران (بالإنجليزية: Doug Moran)‏ (29 يوليو 1934 في المملكة المتحدة - ) هو لاعب كرة قدم بريطاني في مركز مهاجم داخلي. لعب مع إيبسويتش تاون ودندي يونايتد ونادي فالكيرك ونادي هيبرنيان وGala Fairydean Rovers F.C. ‏ ونادي كاودينبيث لكرة القدم.

## وصلات خارجية
- دوغ موران على موقع قاعدة بيانات كرة القدم.إي يو (الإنجليزية)